# Alator

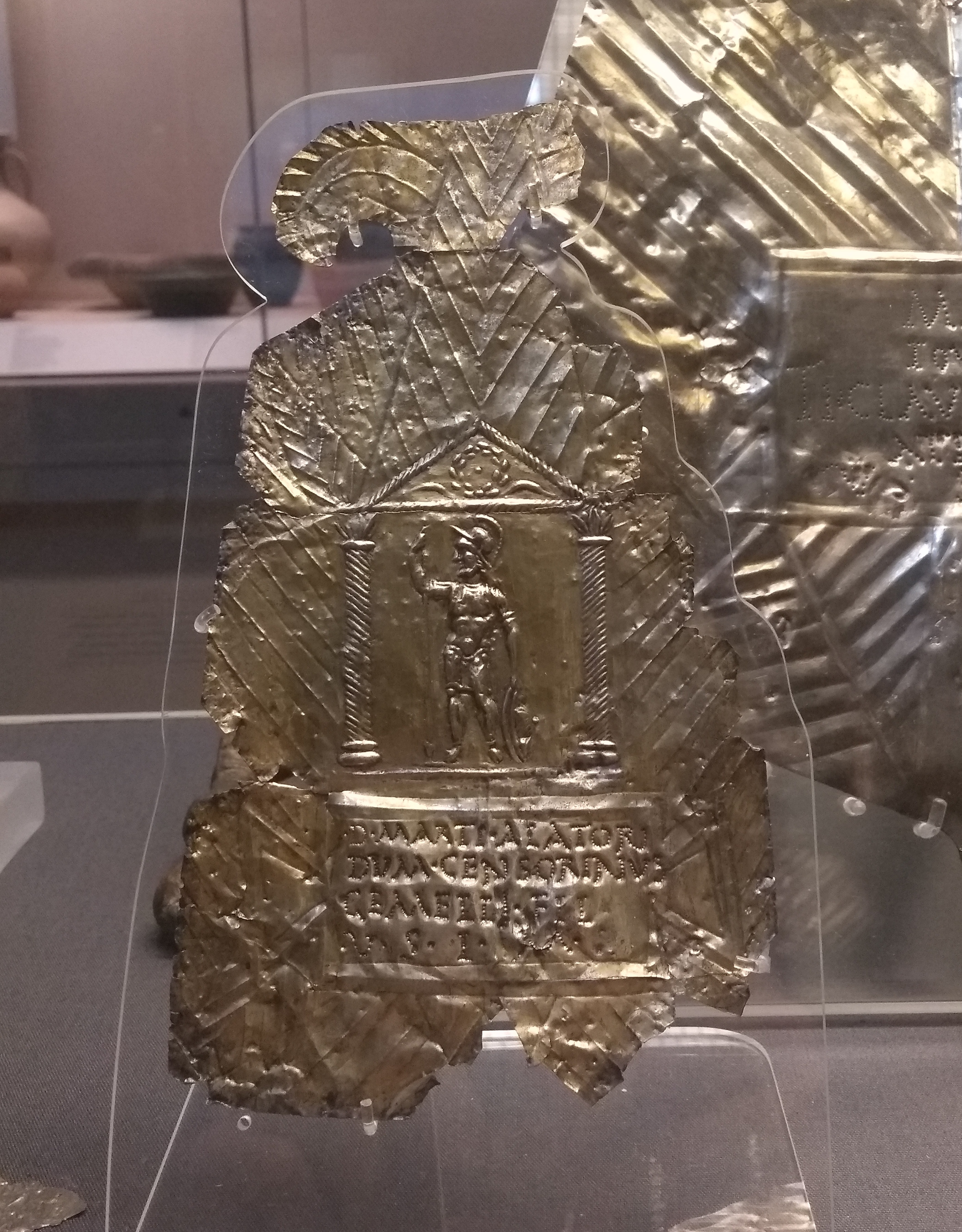
Votivblech aus Barkway mit Weihinschrift für Mars Alator

Alator (nach Maier „Jäger“ oder „Schützer“)  ist der Name eines keltischen Gottes aus Britannien. Er wird nach der Interpretatio Romana mit Mars gleichgesetzt.

## Lokalisierung
Verehrt wurde Alator im römischen Stützpunkt Arbeia (South Shields in Nordengland), wo ein Altar mit einer Weiheinschrift gefunden wurde (RIB 1055) und in Barkway (Hertfordshire), belegt durch ein silbernes Votivblech (RIB 218) mit einem Bild des Gottes als Krieger in voller Rüstung und dem Text D(EO) MARTI ALATORI. Dieses Votivbech befindet sich jetzt im Britischen Museum in London.

## Fantasy
In der BBC-Fantasy-Fernsehserie „Merlin“ (deutscher Titel „Merlin – Die neuen Abenteuer“), ist Alator, dargestellt von Gary Lewis, in der Folge 7 „The Secret Sharer“ ein Zauberer, der sich im Streit zwischen Merlin und Morgana für eine Seite entscheiden muss.